# 陈玉祥
陈玉祥（1966年4月—），河北省临西县人，中华人民共和国政治人物。

## 生平
1966年4月，陈玉祥出生在河北省临西县。1986年3月，陈玉祥加入中国共产党，同年9月进入河北财经学校会计专业学习。1988年，陈玉祥毕业后分配至河北省轴承标准件工业公司工作。
1990年10月，陈玉祥进入政界，成为中共河北省纪委办公室会计、科员，后来陆续出任行政处副主任科员、行政处主任科员、行政处副处长、纪检监察干部培训中心主任、河北省监察厅行政效能监察室主任、省纪委副厅级纪检员兼省监察厅副厅级监察专员、省纪委党风政风监督室主任兼省监察厅副厅级监察专员。
2016年2月，陈玉祥调任中共邢台市委常委、市纪委书记，2018年2月兼任市监察委员会主任。
2018年9月，陈玉祥调任中共石家庄市委常委、市纪委书记，同年11月兼任市监察委员会副主任、代理主任（次年1月正式担任主任）。
2021年11月，陈玉祥出任中共河北省纪委副书记，一年后兼任省监察委员会副主任。

### 落马
2023年12月9日，陈玉祥涉嫌严重违纪违法接受中央纪委国家监委纪律审查和监察调查。
2024年6月17日，陈玉祥严重违纪违法问题进行了立案审查调查，他遭到开除党籍开除公职（双开）处分。
2025年5月20日，江苏省连云港市中级人民法院一审以受贿罪判处陈玉祥有期徒刑12年，并处罚金200万元；依法追缴受贿所得财物及孳息，上缴国库。